# Cometes (gest)

Els dits índex i cor es baixen dues vegades.

El gest de les cometes, són cometes virtuals que es formen a l'aire amb els dits mentre es parla. Normalment es fa amb les dues mans separades a l'amplada de les espatlles i a l'alçada dels ulls del parlant, amb els dits índex i mig de cada mà flexionant-se a l'inici i al final de la frase citada. El gest de les cometes s'utilitza per expressar sarcasme, ironia o eufemisme.
La primera aparició registrada d'un gest d'aquest tipus data de 1927. L'actriu Glenda Farrell el fa servir al musical de 1937, Breakfast for Two. El 1889, Lewis Carroll va descriure usos similars - parèntesis aeris i signe d'interrogació aeri - a la seva última novel·la.
El gest es va fer popular a la dècada de 1990, en part pel seu ús pel còmic Steve Martin als seus espectacles. El 1996, a la pel·lícula d'HBO Back in Town, el còmic i còmic George Carlin es va burlar de l'ús del gest de cita a l'esbós "Quote Marks in the Air".